# 星川稚宮皇子
星川稚宮皇子（ほしかわのわかみや の みこ、（？—479年（雄略天皇23年）），是《日本书纪》中记载的古坟时代皇族（王族）。他是雄略天皇与吉備上道臣氏出身的稚媛（吉備稚媛）的儿子，磐城皇子的弟弟。据说雄略天皇死后，他曾发起叛乱——星川皇子之亂。一般多省略“稚宫”，称其为星川皇子。《古事记》中既无相关谱系记载，也无叛乱传承的内容。因此，有观点认为，《日本书纪》收录的是大伴氏（据传参与平定皇子叛乱的大伴室屋的后裔）传承的故事，而《古事记》的底本《旧辞》中并未记载这一传说。

## 生平
雄略天皇听闻吉备上道臣田狭炫耀自己的妻子稚媛容貌美丽，便将田狭派往任那担任国司，随后夺走稚媛纳为妃子。稚媛后来生下磐城皇子和星川皇子。雄略天皇临终前，向大连大伴室屋和东汉掬直留下遗诏，称不可让星川皇子继承皇位。雄略天皇死后，稚媛以此为由劝说星川皇子起兵叛乱。星川皇子听从母亲的建议发动叛乱，占领大藏省。室屋等人放火焚烧大藏，星川皇子、稚媛及其同母异父的吉備上道兄君（田狭与稚媛之子）等众多追随者被烧死。吉备上道臣氏率四十艘军船前往大和支援星川皇子，途中听闻其死讯后折返。即位前的清宁天皇对此表示谴责，收回了吉备上道臣氏管辖的山部。
滋贺县米原市的朝妻神社内，有一座被称为皇子墓的宝篋印塔。